# Olympische Sommerspiele 2004/Leichtathletik – 5000 m (Männer)
Der 5000-Meter-Lauf der Männer bei den Olympischen Spielen 2004 in Athen wurde am 25. und 28. August 2004 im Olympiastadion Athen ausgetragen. 36 Athleten nahmen teil.
Olympiasieger wurde der Marokkaner Hicham El Guerrouj. Er gewann vor dem Äthiopier Kenenisa Bekele und dem Kenianer Eliud Kipchoge.
Der Schweizer Christian Belz und der Österreicher Günther Weidlinger schieden in der Vorrunde aus.

Athleten aus Deutschland und Liechtenstein nahmen nicht teil.

## Aktuelle Titelträger
| Olympiasieger 2000                      | Million Wolde ( Äthiopien)                                     | 13:35,49 min                                                   | Sydney 2000        |
| Weltmeister 2003                        | Eliud Kipchoge ( Kenia)                                        | 12:52,79 min                                                   | Paris 2003         |
| Europameister 2002                      | Alberto García ( Spanien)                                      | 13:38,18 min                                                   | München 2002       |
| Panamerikanischer Meister 2003          | Hudson de Souza ( Brasilien)                                   | 13:50,71 min                                                   | Santo Domingo 2003 |
| Zentralamerika und Karibik-Meister 2003 | 5000-Meter-Lauf nicht als Meisterschaftswettbewerb ausgetragen | 5000-Meter-Lauf nicht als Meisterschaftswettbewerb ausgetragen | St. George’s 2003  |
| Südamerika-Meister 2003                 | Marílson dos Santos ( Brasilien)                               | 13:52,15 min                                                   | Barquisimeto 2003  |
| Asienmeister 2003                       | Abdulaziz Al-Ameeri ( Katar)                                   | 13:58,89 min                                                   | Manila 2003        |
| Afrikameister 2004                      | Zwedo Marengo ( Äthiopien)                                     | 13:47,77 min                                                   | Brazzaville 2004   |
| Ozeanienmeister 2002                    | Ben Ruthe ( Neuseeland)                                        | 15:05,27 min                                                   | Christchurch 2002  |

## Rekorde

### Bestehende Rekorde
| Weltrekord         | 12:37,35 min | Kenenisa Bekele ( Äthiopien) | Hengelo, Niederlande       | 31. Mai 2004    |
| Olympischer Rekord | 13:05,59 min | Saïd Aouita ( Marokko)       | Finale OS Los Angeles, USA | 11. August 1984 |

Der bestehende olympische Rekord wurde bei diesen Spielen nicht erreicht, die Rennen waren allesamt auf ein schnelles Finish ausgerichtet. Im schnellsten Lauf, dem Finale am 28. August, verfehlte der marokkanische Olympiasieger Hicham El Guerrouj mit seinen 13:14,39 min den Rekord um 8,80 Sekunden. Zum Weltrekord fehlten ihm 37,04 Sekunden.

### Rekordverbesserung
Es wurde ein neuer Landesrekord aufgestellt:

14:04,89 min – Rajendra Bahadur Bhandari (Nepal), zweiter Vorlauf am 25. August

## Vorrunde
Insgesamt wurden zwei Vorläufe absolviert. Für das Finale qualifizierten sich pro Lauf die ersten fünf Athleten (hellblau unterlegt). Darüber hinaus kamen die fünf Zeitschnellsten, die sogenannten Lucky Loser (hellgrün unterlegt), weiter.
Anmerkung: Alle Zeitangaben sind auf Ortszeit Athen (UTC+2) bezogen.

### Vorlauf 1
25. August 2004, 19:50 Uhr
| Platz | Name                      | Nation         | Zeit (min) | Anmerkung                                                                             |
| ----- | ------------------------- | -------------- | ---------- | ------------------------------------------------------------------------------------- |
| 1     | Kenenisa Bekele           | Äthiopien      | 13:21,16   |                                                                                       |
| 2     | Gebregziabher Gebremariam | Äthiopien      | 13:21,20   |                                                                                       |
| 3     | Hicham El Guerrouj        | Marokko        | 13:21,87   |                                                                                       |
| 4     | Craig Mottram             | Australien     | 13:21,88   |                                                                                       |
| 5     | Abraham Chebii            | Kenia          | 13:22,30   |                                                                                       |
| 6     | Hicham Bellani            | Marokko        | 13:22,64   |                                                                                       |
| 7     | Alistair Ian Cragg        | Irland         | 13:23,01   |                                                                                       |
| 8     | Samir Moussaoui           | Algerien       | 13:24,98   |                                                                                       |
| 9     | Sultan Khamis Zaman       | Katar          | 13:26,52   | bis zum Jahr 2000 unter seinem Geburtsnamen Onèsphore Nkunzimana für Burundi startend |
| 10    | John Mayock               | Großbritannien | 13:26,81   |                                                                                       |
| 11    | Günther Weidlinger        | Österreich     | 13:29,32   |                                                                                       |
| 12    | Christian Belz            | Schweiz        | 13:29,59   |                                                                                       |
| 13    | Alejandro Suárez          | Mexiko         | 13:35,32   |                                                                                       |
| 14    | Jonathon Riley            | USA            | 13:38,79   |                                                                                       |
| 15    | Abdelhak Zakaria          | Bahrain        | 13:42,04   |                                                                                       |
| 16    | Monder Rizki              | Belgien        | 14:03,58   |                                                                                       |
| 17    | Serhij Lebid              | Ukraine        | 14:10,23   |                                                                                       |
| DNF   | Carlos García             | Spanien        |            |                                                                                       |

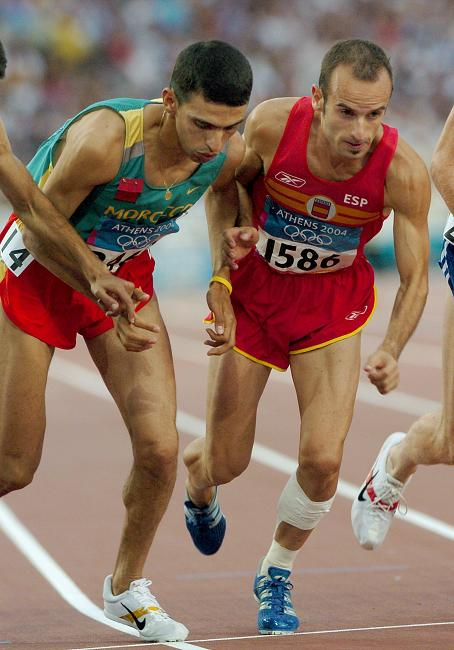
Start des ersten Vorlaufes: Hicham El Guerrouj (links), Carlos García

Im ersten Vorlauf ausgeschiedene  Läufer:

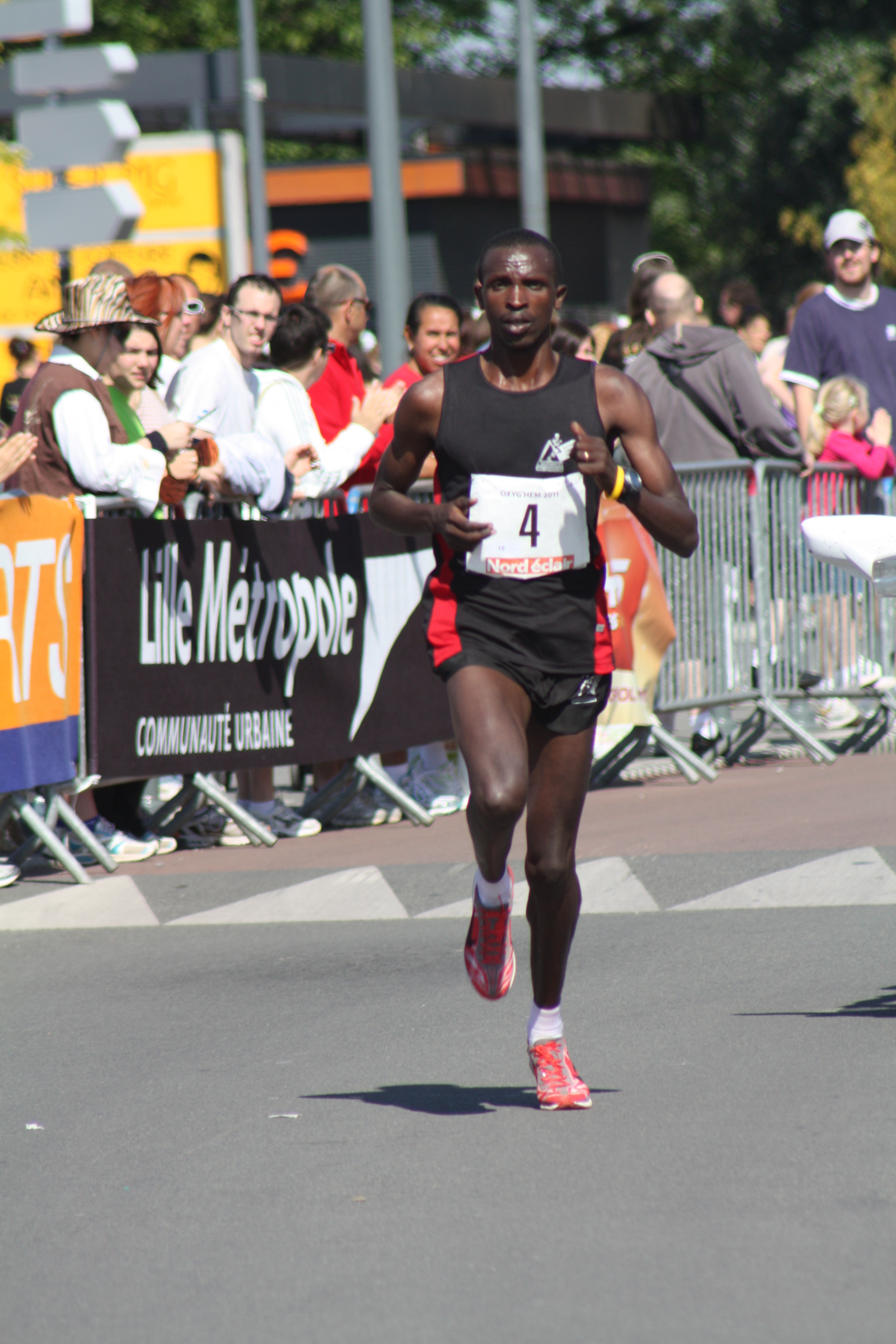
Sultan Khamis Zaman – Rang neun
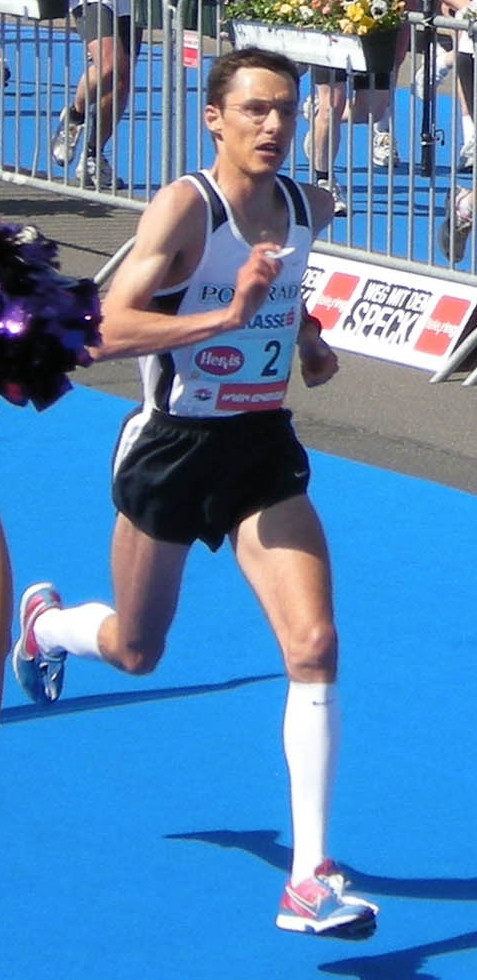
Günther Weidlinger – Rang elf
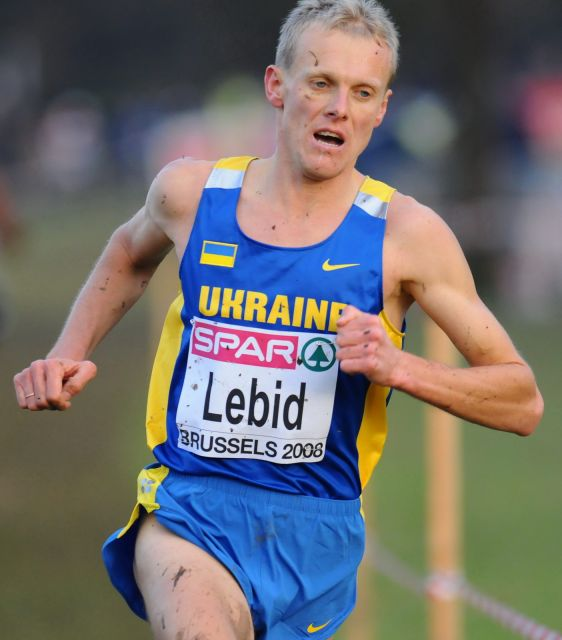
Serhij Lebid – Rang siebzehn

### Vorlauf 2

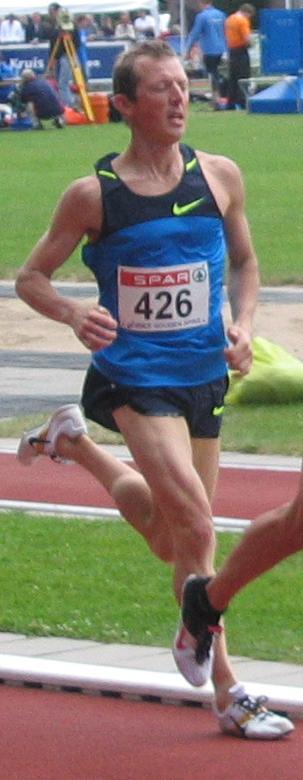
Tom Compernolle – ausgeschieden als Vierzehnter des zweiten Vorlaufs
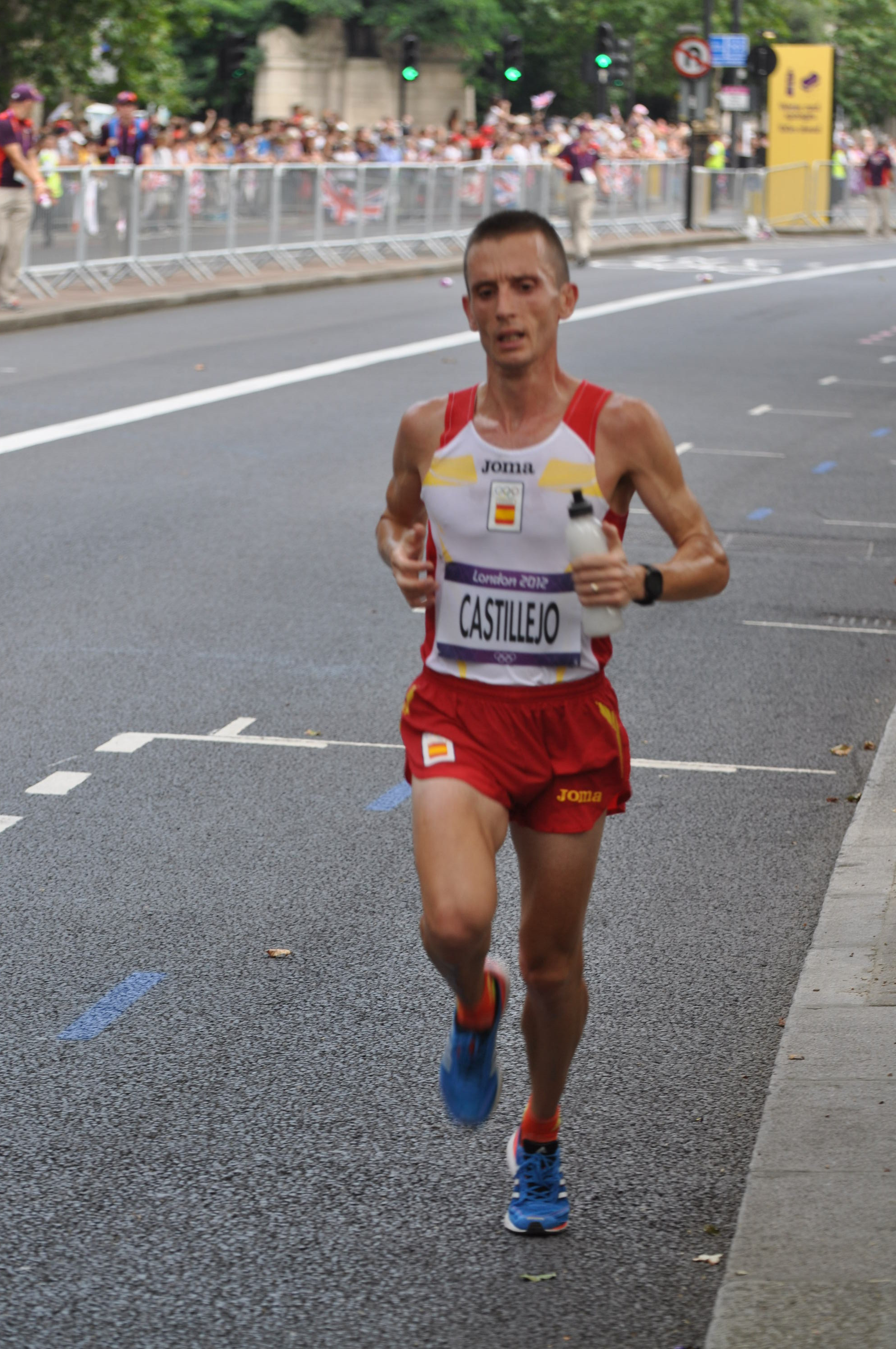
Carles Castillejo (hier beim olympischen Marathon 2012) erreichte als Sechzehnter des zweiten Vorlaufs nicht das Finale

25. August 2004, 20:10 Uhr
| Platz | Name                      | Nation     | Zeit (min) | Anmerkung |
| ----- | ------------------------- | ---------- | ---------- | --------- |
| 1     | Ali Saïdi-Sief            | Algerien   | 13:18,94   |           |
| 2     | Eliud Kipchoge            | Kenia      | 13:19,01   |           |
| 3     | Dejene Berhanu            | Äthiopien  | 13:19,42   |           |
| 4     | John Kemboi Kibowen       | Kenia      | 13:19,65   |           |
| 5     | Abderrahim Goumri         | Marokko    | 13:20,03   |           |
| 6     | Tim Broe                  | USA        | 13:20,29   |           |
| 7     | Zersenay Tadese           | Eritrea    | 13:22,17   |           |
| 8     | Samson Kiflemariam        | Eritrea    | 13:26,97   |           |
| 9     | Roberto García            | Spanien    | 13:27,71   |           |
| 10    | Khoudir Aggoune           | Algerien   | 13:29,37   |           |
| 11    | Fabiano Joseph            | Tansania   | 13:31,89   |           |
| 12    | Marius Bakken             | Norwegen   | 13:36,38   |           |
| 13    | Freddy González           | Venezuela  | 13:42,44   |           |
| 14    | Tom Compernolle           | Belgien    | 13:43,44   |           |
| 15    | Mark Carroll              | Irland     | 13:46,81   |           |
| 16    | Carles Castillejo         | Spanien    | 13:49,16   |           |
| 17    | Michael Aish              | Neuseeland | 13:50,00   |           |
| 18    | Rajendra Bahadur Bhandari | Nepal      | 14:04,89   | NR        |

## Finale
28. August 2004, 21:05 Uhr
| Zwischenzeiten      | Zwischenzeiten | Zwischenzeiten                                       | Zwischenzeiten |
| Zwischenzeit- Marke | Zwischenzeit   | Führende(r)                                          | 1000-m-Zeit    |
| ------------------- | -------------- | ---------------------------------------------------- | -------------- |
| 1000 m              | 2:58,46 min    | Gebregziabher Gebremariam vor dem geschlossenen Feld | 2:58,46 min    |
| 2000 m              | 5:35,99 min    | Eliud Kipchoge vor einer großen Spitzengruppe        | 2:37,53 min    |
| 3000 m              | 8:10,89 min    | Kenenisa Bekele vor einer großen Spitzengruppe       | 2:34,90 min    |
| 4000 m              | 10:48,62 min   | Eliud Kipchoge vor einer achtköpfigen Spitzengruppe  | 2:37,73 min    |
| 5000 m              | 13:14,39 min   | Hicham El Guerrouj                                   | 2:25,77 min    |

| Platz | Name                      | Nation     | Zeit (min) |
| ----- | ------------------------- | ---------- | ---------- |
| 1     | Hicham El Guerrouj        | Marokko    | 13:14,39   |
| 2     | Kenenisa Bekele           | Äthiopien  | 13:14,59   |
| 3     | Eliud Kipchoge            | Kenia      | 13:15,10   |
| 4     | Gebregziabher Gebremariam | Äthiopien  | 13:15,35   |
| 5     | Dejene Berhanu            | Äthiopien  | 13:16,92   |
| 6     | John Kemboi Kibowen       | Kenia      | 13:18,24   |
| 7     | Zersenay Tadese           | Eritrea    | 13:24,31   |
| 8     | Craig Mottram             | Australien | 13:25,70   |
| 9     | Hicham Bellani            | Marokko    | 13:31,81   |
| 10    | Ali Saïdi-Sief            | Algerien   | 13:32,57   |
| 11    | Tim Broe                  | USA        | 13:33,06   |
| 12    | Alistair Ian Cragg        | Irland     | 13:43,06   |
| 13    | Abderrahim Goumri         | Marokko    | 13:47,27   |
| 14    | Samir Moussaoui           | Algerien   | 14:02,01   |
| DNF   | Abraham Chebii            | Kenia      |            |

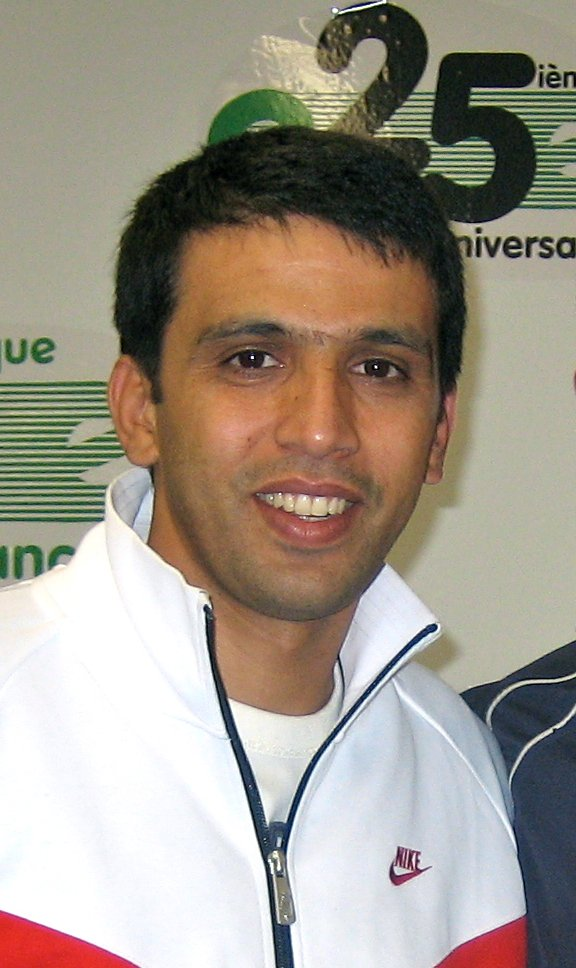
Hicham El Guerrouj gewann nach seinem Sieg über 1500 Meter sein zweites Olympiagold

Für das Finale hatten sich je drei Äthiopier, Kenianer, Marokkaner, zwei Algerier und jeweils ein Teilnehmer aus Australien, Eritrea, Irland und den USA qualifiziert.
Es wurde ein Dreikampf erwartet zwischen dem Marokkaner Hicham El Guerrouj, vier Tage zuvor bereits Olympiasieger über 1500 Meter und Vizeweltmeister 2003, dem Äthiopier Kenenisa Bekele als aktuellem Inhaber des Weltrekords, eine Woche zuvor Olympiasieger über 10.000 Meter und WM-Dritter 2003, sowie dem amtierenden Weltmeister Eliud Kipchoge aus Kenia. Weitere aussichtsreiche Kandidaten für vordere Platzierungen waren vor allem die Läufer aus Afrika. Dazu zählten der WM-Vierte von 2003 John Kemboi Kibowen aus Kenia sowie der WM-Sechste von 2003 Gebregziabher Gebremariam aus Äthiopien.
Das Finale begann in schleppendem Tempo, für den ersten Kilometer wurden fast drei Minuten gebraucht. Doch dann forcierten Bekele und Kipchoge sehr deutlich und übernahmen die Spitzenpositionen. Trotz dieser Tempoverschärfung blieb noch lange eine große Spitzengruppe vorn. Erst ganz allmählich fielen Läufer aus dieser Gruppe zurück und verloren den Kontakt. Drei Runden vor Schluss waren immer noch acht Läufer zusammen, alle Favoriten befanden sich in dieser Führungsgruppe. Eineinhalb Runden vor dem Ziel bestand die Spitzengruppe immer noch aus sechs Läufern. Kipchoge führte vor Bekele, El Guerrouj, Gebremariam, dem Äthiopier Dejene Berhanu und Kibowen. In dieser Reihenfolge ging es auch auf die letzte Runde. Kurz vor der Zielkurve übernahm Bekele die Spitze, El Guerrouj setzte sich an seine Fersen an die zweite Position. Auch Kipchoge war noch nicht geschlagen, es war sehr eng zwischen diesen drei Läufern, während sich zu den drei Athleten dahinter jetzt eine Lücke auftat. Hicham El Guerrouj hatte die größten Reserven im Zielsprint und gewann seine zweite Goldmedaille hier in Athen. Kenenisa Bekele kam mit einem Rückstand von zwei Zehntelsekunden als Zweiter ins Ziel vor Eliud Kipchoge. Platz vier ging an Gebregziabher Gebremariam, der auf der Zielgeraden noch nahe an den nachlassenden Kipchoge herankam. Fünfter wurde Dejene Berhanu vor John Kemboi Kibowen und Zersenay Tadese aus Eritrea. Der Australier Craig Mottram, der bis zwei Runden vor dem Ziel in der Führungsgruppe mitgehalten hatte, kam auf Rang acht als erster Nichtafrikaner ins Ziel.

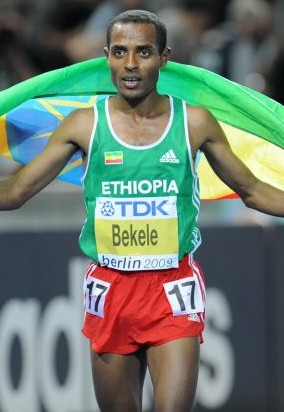
Silbermedaillengewinner Kenenisa Bekele
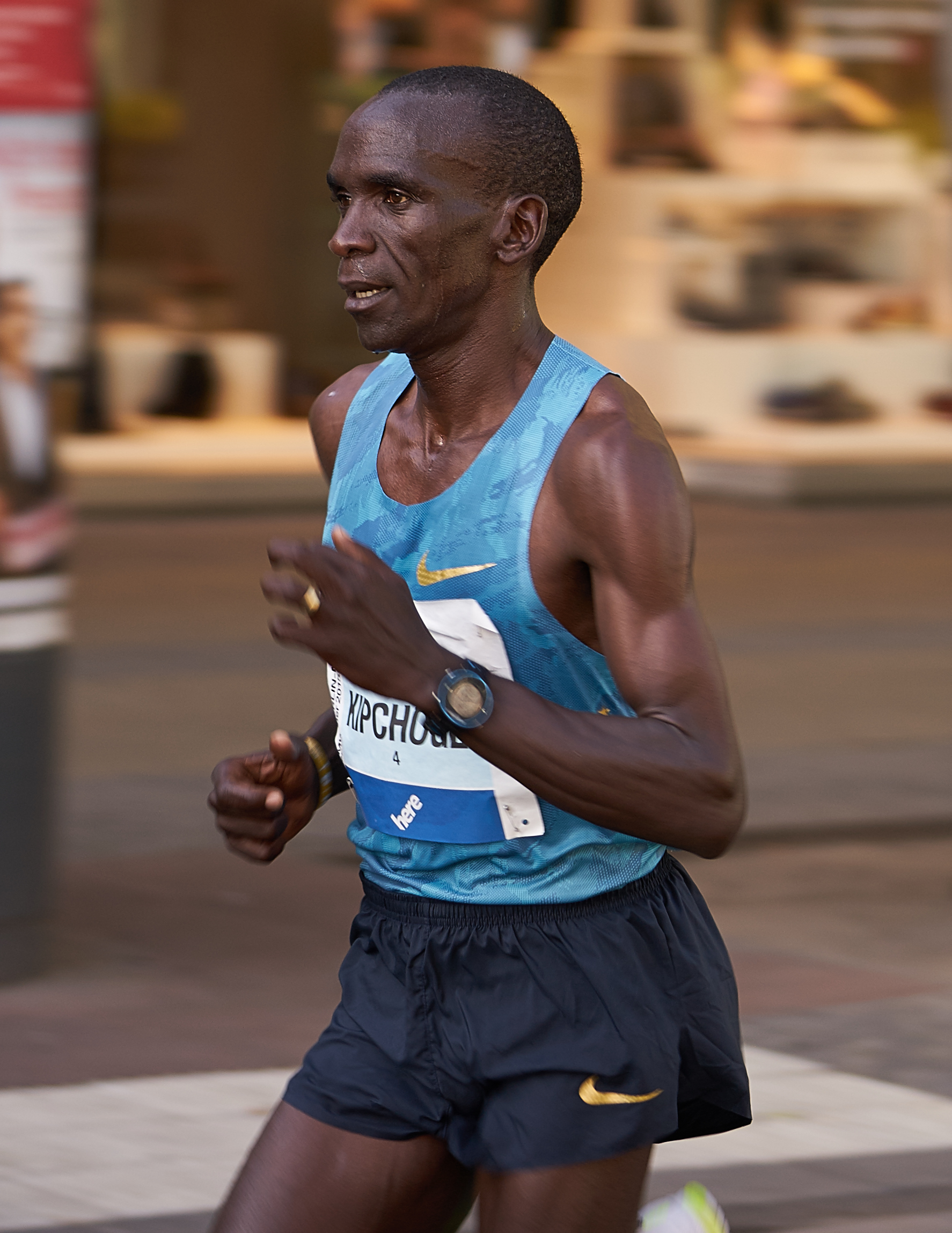
Bronzemedaillengewinner Eliud Kipchoge
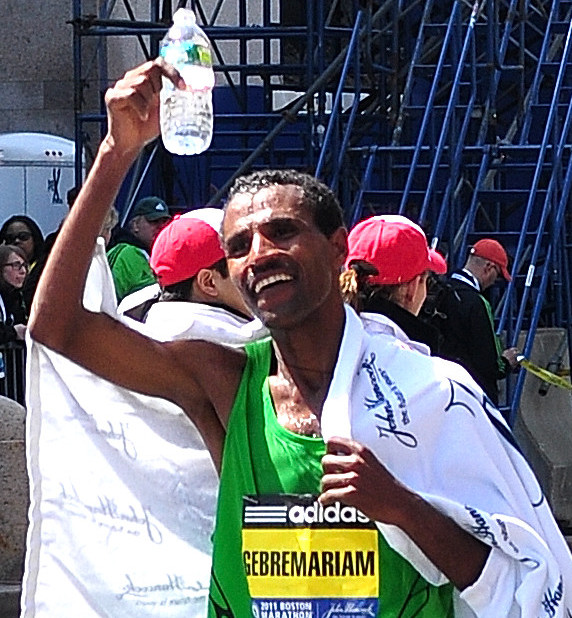
Der Olympiavierte Gebregziabher Gebremariam
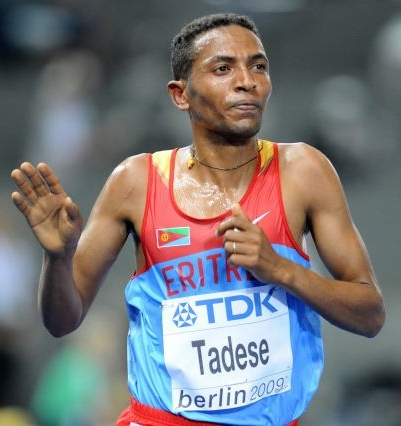
Zersenay Tadese belegte im Finale Rang sieben
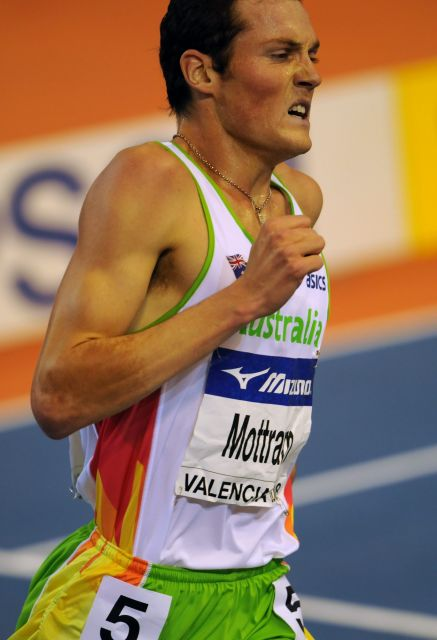
Der Australier Craig Mottram wurde auf Platz acht bester Nichtafrikaner
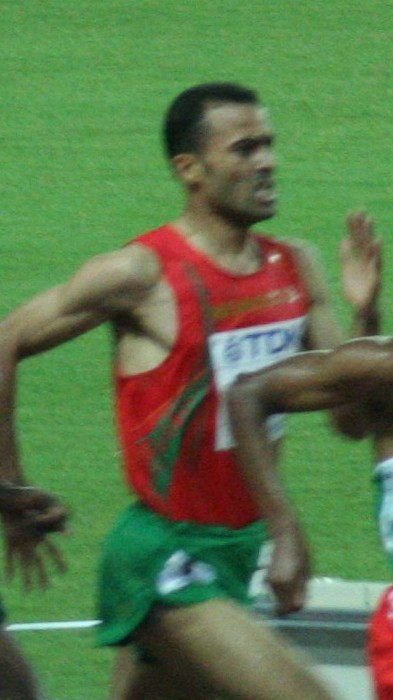
Der neuntplatzierte Hicham Bellani
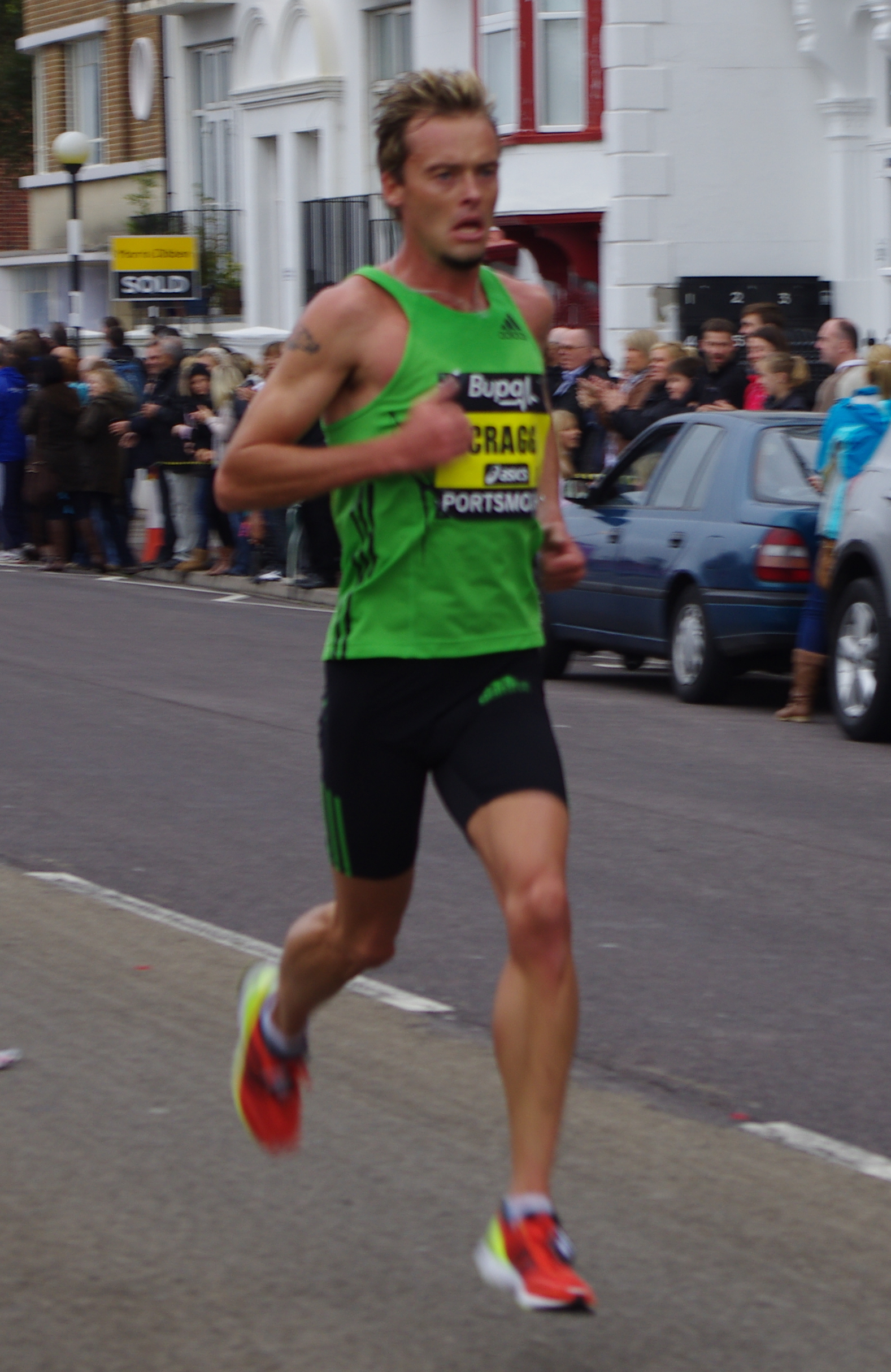
Alistair Ian Cragg kam auf den zwölften Rang
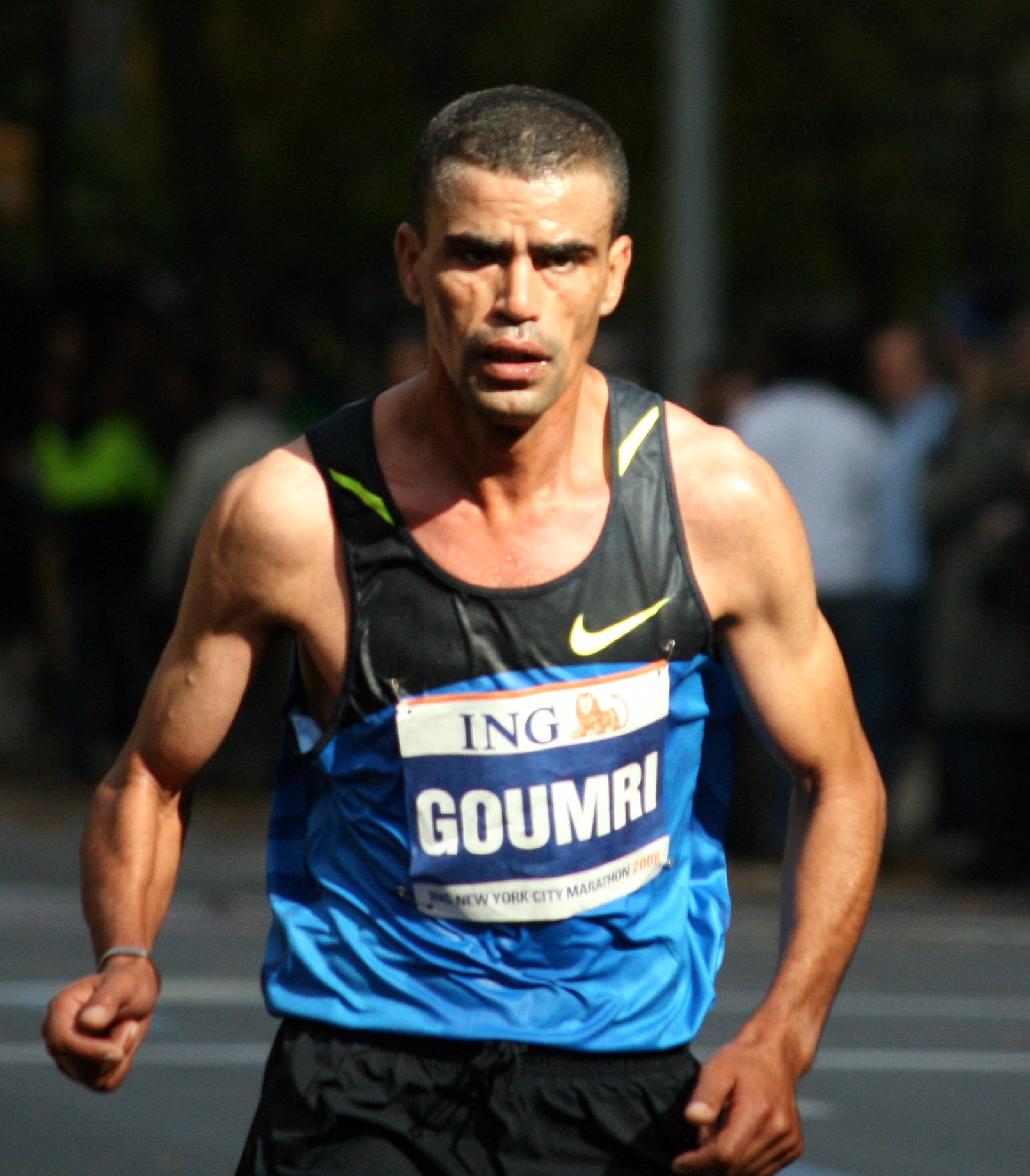
Rang dreizehn für Abderrahim Goumri

## Videolinks
- Athletics - Men's 5000M - Athens 2004 Summer Olympic Games, youtube.com, abgerufen am 15. Februar 2022
- 2004 Olympic Men's 5,000m, youtube.com, abgerufen am 23. April 2018